# Ángela de Liechtenstein
Ángela de Liechtenstein (en alemán: Angela von und zu Liechtenstein) (nacida el 3 de febrero de 1958) es princesa de Liechtenstein desde su matrimonio con el príncipe Maximiliano de Liechtenstein. Tiene el tratamiento protocolario de Su Alteza Serenísima (S.A.S.). También es Condesa de Rietberg.

## Biografía
Nacida en Bocas del Toro, República de Panamá siendo hija de Javier Francisco Brown y de su esposa, Silvia Maritza Burke. Ella es afropanameña y de profesión diseñadora de moda.
Después de terminar su educación secundaria en Nueva York, Angela Brown estudió moda en la Parsons School of Design.

## Matrimonio y descendencia
El 29 de enero de 2000, se casó en la Iglesia de San Vicente Ferrer, Nueva York, con el príncipe Maximiliano de Liechtenstein, segundo hijo del príncipe soberano Juan Adán II de Liechtenstein y de su esposa, María. Previamente, se habían casado por lo civil el 21 de enero en Vaduz.
Son padres de un único hijo:
- S.A.S. el Príncipe Alfonso de Liechtenstein (nacido el 18 de mayo de 2001 en Londres, Inglaterra).[4]

Ángela es la primera persona con orígenes africanos que entró a formar parte de una familia real actualmente reinante en Europa.
El matrimonio posee una propiedad en Puerto Escondido, Pedasí, donde la familia suele pasar parte de las fiestas navideñas.

## Títulos y tratamientos
| ● 3 de febrero de 1958-29 de enero de 2000: | Señorita Angela Gisela Brown Burke                                            |
| ● 29 de enero de 2000-presente:             | Su alteza serenísima la princesa Angela de Liechtenstein, Condesa de Rietberg |